# Karel Nouza
Karel Nouza (21. května 1930 Veselí nad Lužnicí – 30. prosince 2020) byl český internista, klinický imunolog a autor odborných knih a monografií z oblasti imunologie.

## Život
Karel Nouza se narodil 21. května 1930 v jihočeském městě Veselí nad Lužnicí do rodiny učitele, ale s rodinou žil v Kardašově Řečici. Za druhé světové války studoval na gymnáziu v Soběslavi a po válce odmaturoval v Jindřichově Hradci. Následně odešel studovat na Lékařskou fakultu Karlovy Univerzity v Praze, kde promoval v roce 1955.
Po promoci nastoupil na Interní oddělení Nemocnice v Písku, kde pracoval dva roky. Do roku 1964 pracoval v Ústavu hematologie a krevní transfúze a do roku 1990 v Ústavech ČSAV. Mezi lety 1990 až 1993 vedl Imunobiologickou laboratoř v Ústavu pro péči o matku a dítě. Po odchodu do penze působil jako poradce firmy Biocentrum.
Mimo jiné několik měsíců pracoval v Ústavu imunogenetiky ve francouzském Villejuif u profesora Georgese Mathého. Účastnil se kratších stáží v Polsku, Anglii, Holandsku, Maďarsku, NDR, Belgii a SSSR. Uměl plynně anglicky, německy, francouzsky a rusky.
V roce 1963 obdržel titul CSc. a v roce 1975 pak titul DrSc.. Byl autorem více než 450 vědeckých prací v domácích i zahraničních časopisech a několika odborných monografií zabývající se imunologií. Mezi jeho monografie patří Imunologie a medicína (1972), Imunologie zdraví a nemoci (1987), nebo kniha Skrytá moc imunity (1981). Na svých knihách spolupracoval například s Ctiradem Johnem, nebo Emilem Skamenem.
Karel Nouza zemřel 30. prosince 2020 ve věku 90 let.
Jeho syn Martin Nouza je český imunolog, alergolog, internista a nefrolog.

#### Monografie
- Imunologie a medicína (1972)
- Imunologie zdraví a nemoci (1987)

#### Knihy
- Skrytá moc imunity (1981)
- Rouby života (1985)